# Cascada de Punch Bowl
La cascada de Punch Bowl (en inglés: Punch Bowl Falls) es una cascada del arroyo Eagle, ubicada en el área escénica nacional Garganta del río Columbia, Oregón, Estados Unidos. El Eagle desemboca en el río Columbia, con su salida en la garganta del río Columbia en el condado de Multnomah.
La catarata tiene 11 m de altura y 3 m de ancho. El Eagle se corta a través de un canal estrecho y dispara poderosamente el agua en una cuenca grande que se asemeja a una ponchera. Esta cascada, fue responsable del tipo de clasificación de cascada punchbowl (cuenco en español).
El Punch Bowl de Oregón no deben confundirse con otro conjunto de cataratas con el mismo nombre que se encuentran en el parque nacional Jasper, Alberta, Canadá, cerca de las aguas termales Miette Hot.